# Kirchenverwaltungsgebäude
Das Kirchenverwaltungsgebäude (englisch Church Administration Building) ist ein administratives Bürogebäude in Salt Lake City, welches der Kirche Jesu Christi der Heiligen der Letzten Tage als Hauptquartier dient. Das Gebäude wurde im Jahre 1917 fertiggestellt und befindet sich auf dem Temple Square, zwischen dem Joseph Smith Memorial Building und dem Lion House. Es unterscheidet sich vom Kirchenbürogebäude dadurch, dass es viel kleiner ist und indem es die Büros der Ersten Präsidentschaft und des Kollegiums der Zwölf Apostel beherbergt. Es befinden sich auch Büros dort für andere Generalautoritäten und ihre Mitarbeiter.
Nur offizielle Mitarbeiter der Kirche und ihre Gäste dürfen das Gebäude betreten. Das Kirchenverwaltungsgebäude wird benutzt für Treffen zwischen Kirchenoberen und Führungspersonen des politischen und gesellschaftlichen Lebens.

## Benutzung und besondere Ereignisse

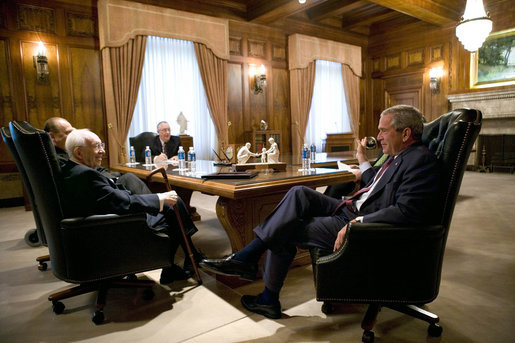
George W. Bush (rechts) trifft sich mit Gordon B. Hinckley (links) und seinen Kollegen am 31. August 2006, in dem Kirchenverwaltungsgebäude.

Ursprünglich beherbergte das Kirchenverwaltungsgebäude alle administrativen Büros der Kirche. Jedoch als die Kirche wuchs, waren die Mitarbeiter der Kirche verstreut in ganz Salt Lake City, bis hinaus nach Granite Mountain Vault in Little Cottonwood Canyon und auf der Brigham Young University. Mit dem Bau des Kirchenbürogebäudes wurden die Büros frei für die exklusive Benutzung durch die Generalautoritäten und das Gebäude dient bis heute als Hauptquartier der Kirche.
Das Kirchenverwaltungsgebäude beherbergt die Büros des Präsidenten der Kirche, der Ersten Präsidentschaft und des Kollegiums der Zwölf Apostel und anderer Generalautoritäten. Das Gebäude wird vom Sicherheitsdienst der Kirche überwacht und nur besondere Angestellte, offizielle Kirchenführer und ihre Gäste dürfen das Gebäude betreten.
Eine Vielzahl an Ereignissen sind in dem Gebäude abgehalten worden und es wurden besondere Gäste empfangen. Als Teil der Feste zu den Olympischen Winterspielen 2002 wurde die olympische Flamme von Mitgliedern der Ersten Präsidentschaft und dem Kollegium der zwölf Apostel dort in Händen gehalten. Es ist auch Tradition, dass die Beerdigungen der ehemaligen Präsidenten der Kirche dort vorbeikommen. Das Gebäude beherbergte unter anderem die Gäste Michelle Obama und George W. Bush.

## Konstruktion
Das Gebäude wurde zwischen den Jahren 1914 und 1917 gebaut. Es besteht aus dem gleichen Quarzstein wie der Salt-Lake-Tempel. Das Innere des Gebäudes wurde mit Marmor und Travertin ausgestattet.
Vierundzwanzig Säulen sind in der Ionischen Ordnung aufgestellt und formen eine Kolonnade. Jede der Säulen wiegt acht Tonnen. Das Äußere des Gebäudes besteht aus 4517 Granitblöcken.